# Shola Shoretire
Shola Maxwell Shoretire (Newcastle upon Tyne, 2 febbraio 2004) è un calciatore inglese, attaccante del PAOK.

## Biografia
È nato a Newcastle upon Tyne, da padre nigeriano e madre inglese.

## Carriera

### Club

#### Gli inizi
Shoretire inizia la propria carriera calcistica tra le file di alcuni club locali, passando poi tra i settori giovanili di Newcastle Utd e Sunderland. Nel 2011 approda nel settore giovanile del Manchester City, che lascia esattamente un anno dopo per unirsi a quello dei rivali del Manchester Utd.
Nel dicembre 2018 diventa il calciatore più giovane ad esordire in UEFA Youth League, all'età di 14 anni e 314 giorni. Nel 2020, all'età di soli 16 anni, viene convocato all'interno della formazione k-23 dal tecnico Neil Wood.

#### Manchester United
L'8 febbraio 2021, una settimana dopo il suo diciassettesimo compleanno, firma il suo primo contratto professionistico con il club. Il successivo 21 febbraio sigla il proprio debutto con la prima squadra, rilevando Marcus Rashford all'88' minuto di un match contro il Newcastle United. Quattro giorni dopo, con l'ingresso in campo nel pareggio contro il Real Sociedad, diviene il giocatore più giovane nella storia dei Red Devils ad esordire in Champions League, battendo così il record stabilito da Norman Whiteside circa 38 anni prima.

#### Prestito al Bolton
Il 19 gennaio 2023, dato il poco spazio tra le gerarchie del tecnico Erik ten Hag, viene ceduto a titolo temporaneo al Bolton, militante in League One. Debutta con i Trotters due giorni dopo la firma, in un match esterno contro il Derby County. L'8 maggio seguente sigla la sua prima rete da professionista, in una gara vinta in casa del Blackburn per 2-3. In 6 mesi colleziona un totale di 16 presenze, non potendosi però pregiare della vittoria dell'EFL Trophy. Al termine della stagione non viene riscattato e fa ritorno a Manchester.

#### PAOK Salonicco
Il 30 luglio 2024 viene ceduto a titolo definitivo ai greci del PAOK. Esordisce ufficialmente con il club bianconero il 25 agosto successivo, in una gara contro il Panaitōlikos. Il 3 ottobre fa il proprio esordio in Europa League, nel match casalingo perso contro il FCSB. Il 30 ottobre mette a segno il suo primo gol con i greci, in occasione del primo turno di Coppa di Grecia contro l'Egaleo. L'8 dicembre marca la sua prima rete in campionato, segnata ai danni del Panserraïkos in un successo 4-1. Chiude la sua prima annata ellenica collezionando 27 presenze e 4 reti.

### Nazionale
Ha giocato nelle nazionali giovanili Under-15, Under-16, Under-18 ed Under-19 dell'Inghilterra.

## Statistiche

### Presenze e reti nei club
Statistiche aggiornate al 4 maggio 2025.
| Stagione                   | Squadra                    | Campionato                 | Campionato | Campionato | Coppe nazionali | Coppe nazionali | Coppe nazionali | Coppe continentali | Coppe continentali | Coppe continentali | Altre coppe | Altre coppe | Altre coppe | Totale | Totale |
| Stagione                   | Squadra                    | Comp                       | Pres       | Reti       | Comp            | Pres            | Reti            | Comp               | Pres               | Reti               | Comp        | Pres        | Reti        | Pres   | Reti   |
| -------------------------- | -------------------------- | -------------------------- | ---------- | ---------- | --------------- | --------------- | --------------- | ------------------ | ------------------ | ------------------ | ----------- | ----------- | ----------- | ------ | ------ |
| 2020-2021                  | Manchester Utd U-21        | -                          | -          | -          | -               | -               | -               | -                  | -                  | -                  | FLT         | 2           | 0           | 2      | 0      |
| 2021-2022                  | Manchester Utd U-21        | -                          | -          | -          | -               | -               | -               | -                  | -                  | -                  | FLT         | 2           | 0           | 2      | 0      |
| 2022-gen. 2023             | Manchester Utd U-21        | -                          | -          | -          | -               | -               | -               | -                  | -                  | -                  | FLT         | 3           | 1           | 3      | 1      |
| 2020-2021                  | Manchester Utd             | PL                         | 2          | 0          | FACup+CdL       | 0               | 0               | UCL+UEL            | 0+1                | 0                  | -           | -           | -           | 3      | 0      |
| 2021-2022                  | Manchester Utd             | PL                         | 1          | 0          | FACup+CdL       | 0               | 0               | UCL                | 1                  | 0                  | -           | -           | -           | 2      | 0      |
| 2022-gen. 2023             | Manchester Utd             | PL                         | 0          | 0          | FACup+CdL       | 0               | 0               | UEL                | 0                  | 0                  | -           | -           | -           | 0      | 0      |
| Totale Manchester Utd      | Totale Manchester Utd      | Totale Manchester Utd      | 3          | 0          |                 | 0               | 0               |                    | 2                  | 0                  |             | -           | -           | 5      | 0      |
| gen.-giu. 2023             | Bolton                     | FL1                        | 16         | 1          | FACup+CdL       | -               | -               | -                  | -                  | -                  | FLT         | 0           | 0           | 16     | 1      |
| 2023-2024                  | Manchester Utd U-21        | -                          | -          | -          | -               | -               | -               | -                  | -                  | -                  | FLT         | 3           | 2           | 3      | 2      |
| Totale Manchester Utd U-21 | Totale Manchester Utd U-21 | Totale Manchester Utd U-21 | -          | -          |                 | -               | -               |                    | -                  | -                  |             | 10          | 3           | 10     | 3      |
| 2024-2025                  | PAOK                       | SL                         | 16+2       | 2          | CG              | 3               | 2               | UCL+UEL            | 0+6                | 0                  | -           | -           | -           | 27     | 4      |
| Totale carriera            | Totale carriera            | Totale carriera            | 37         | 3          |                 | 3               | 2               |                    | 8                  | 0                  |             | 10          | 3           | 58     | 8      |